# Sonny Red
Sonny Red, vlastním jménem Sylvester Kyner, (17. prosince 1932 – 20. března 1981) byl americký jazzový saxofonista. V roce 1960 vydal na značce Blue Note Records album Out of the Blue. Později vydal ještě několik dalších alb. Častěji však hrál jako sideman. Během své kariéry spolupracoval s mnoha hudebníky, mezi něž patří například Yusef Lateef, Clifford Jordan, Frank Wess a Donald Byrd.